# Цейзе, Генрих
Карл Генрих Теодор Цейзе (нем. Heinrich Zeise; 19 апреля 1822, Альтона — 20 января 1914, Гамбург) — немецкий поэт, писатель
, переводчик, фармаколог, предприниматель .

## Биография
Сын фабриканта. Получил образование фармацевта в Ландсберге-на-Варте (1838—1841). Затем отправился в Копенгаген. В 1844 году с отличием сдал экзамен по фармацевтике в датской столице. Вернувшись в родной город, работал аптекарем в Альтоне, позже управлял химической фабрикой. Цейзе работал в компании своего отца с 1844 года. После смерти отца в 1863 году Цейзе управлял бизнесом до 1875 года, затем продал компанию по состоянию здоровья.
Генрих Цейзе восхищался Отто фон Бисмарком и по этой причине до 1876 года жил в Фридрихсру.
Считается видным защитником евреев, многие из его стихотворений написаны на еврейские темы. Особенно удачно eгo «Ein Jude» (в Antisemitenhammer, 1894), где автор оплакивает кочующего еврея. Он перевел также с норвежского языка, посвященные евреям стихотворения Генриха Вергеланда. В «Aus dem Leben und den Erinnerungen der norddeutschen Poeten» (1888) Г. Цейзе имеется много интересных замечаний о еврейских писателях. С большей симпатией Цейзе останавливается на Гейне, Германе Шиффе, Готфриде Когене, Штейнгейме, Эдуарде Коне и др.

## Творчество
Поэт и прозаик. Автор ряда стихотворных сборников. Первыми его работами были переводы с датского на немецкий. К ним относятся произведения Ханса Кристиана Андерсена. Дебютировал, как поэт в 1847 году.
Цейзе любил сочинять поэзию о природе, но под влиянием революционных событий 1848 года начал писать патриотические песни. В 1864 году издал сборник «Немецкие песни о войне и победе» (Deutsche Krieg- und Sieges-Lieder), а в 1871 — «Боевые и военные песни» (Kampf- und Kriegeslieder). Для его песен характерен национальный пафос.
Опубликовал в 1888 году автобиографию под названием «Из жизни и воспоминаний северогерманского поэта». В конце жизни почти ослеп и оглох.
Получил множество наград.

## Избранные произведения
- «Reiseblätter aus dem Norden» (Альтона, 1848);
- «Kleine Bilder aus dem Naturleben» (Альтона, 1888);
- «Aus dem Leben und Erinnerungen eines nord deutschen Poeten» (Альтона, 1888);
- «Natur- und Lebensbilder» (Гамбург, 1892),

сборники стихов
- - «Gedichte» (Альтона, 1847; 2 изд., Гамбург, 1852);
  - «Kriegslieder aus Schleswig-Holstein» (Гамбург, 1848);
  - «Kampf-und Schwert-Lieder» (Киль, 1849),
  - «Neuere Gedichte» (Киль, 1850),
  - «Aus meiner Liedermappe» (Альтона, 1861; 2 изд., Ганновер, 1883),
  - «Deutsche Kriegs- und Siegeslieder» (Берлин, 1870);
  - «Kleine Lieder» (Альтона, 1871).